# Поля Іалу

Зображення Іалу у творі давньоєгипетського мистецтва з Дайр-ель-Медіни

Іалу (єгипет. jꜣrw, досл. «очерет»), або Поле Очерету (sḫt-jꜣrw, секхет-аару) — назва небесного раю в єгипетській міфології. Це місце, яким правив єгипетський бог Осіріс, описували як ка дельти Нілу.
Стародавні єгиптяни вірили, що душа мешкає в серці, і тому кожна людина пройде «Зважування серця» в потойбічному житті; кожне людське серце зважується на гігантських вагах зі страусиним пером, яке символізує концепцію богині Маат. Усім душам, які успішно збалансують терези, буде дозволено розпочати довгу та небезпечну подорож до Іалу, де вони існуватимуть у мирі та задоволенні вічно. І навпаки, серця, обтяжені злом, зійдуть з чаші терезів і потраплять у крокодилячі щелепи богині Амміт. Будь-які душі, які підлягають «другій смерті» Амміт, приречені на неспокій у Дуаті.

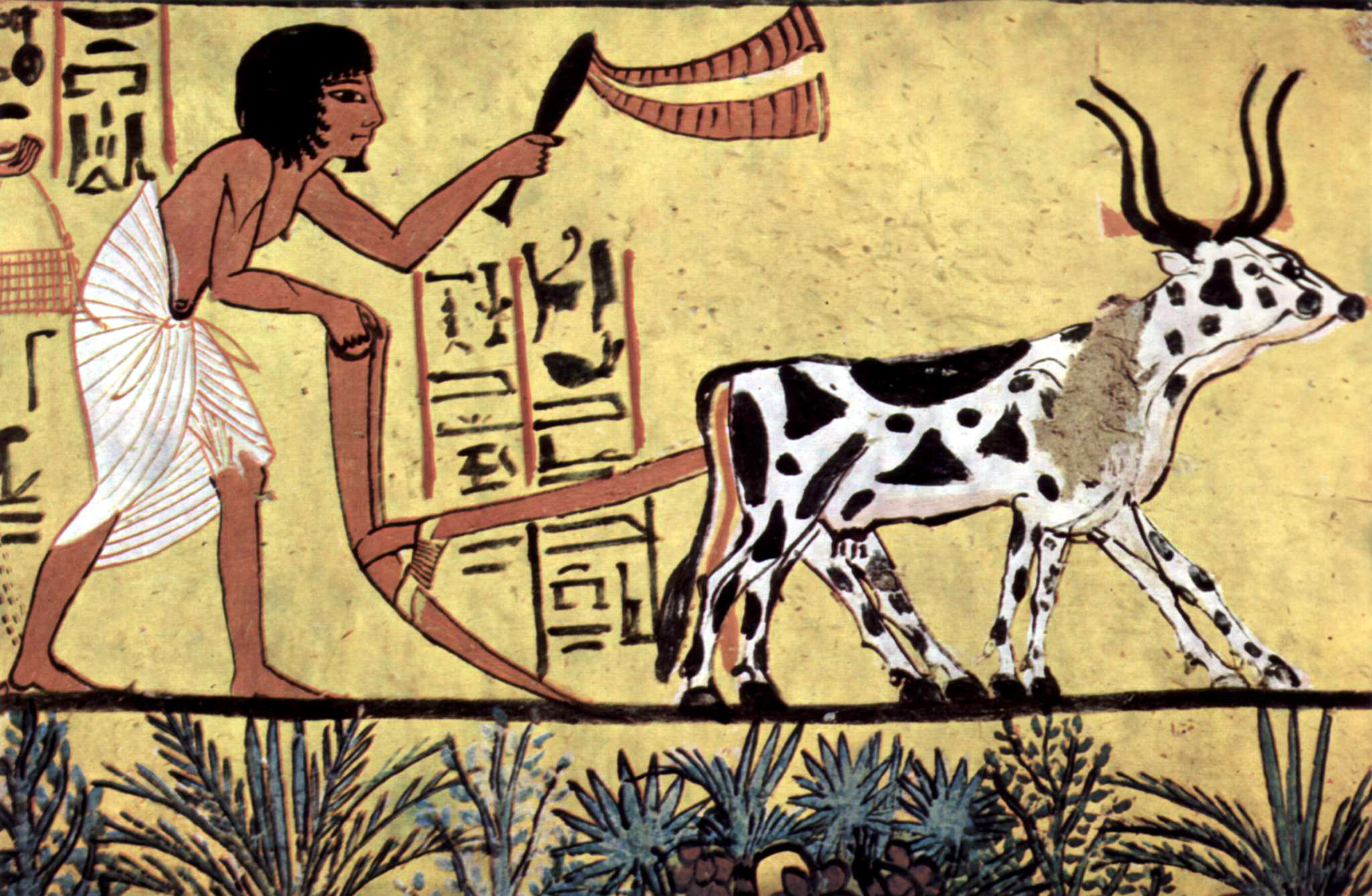
Сеннеджем оре свої поля парою волів, яких використовує як в'ючну худобу та джерело їжі, що є зображенням Іалу з Дейр-ель-Медіни.

Душі, що відповідають вимогам, проходять довгу подорож і стикаються з багатьма небезпеками, перш ніж нарешті досягнуть Іалу. Прибувши, вони входять через низку воріт — точна кількість воріт різна в різних джерелах, причому наведені цифри чергуються між 15 та 21 брамою. Їх однаково описують як такі, що охороняються божествами та злими демонами, і якщо померлий проходив через ці останні ворота, його перевозили на човні через воду до берегів Поля Очерету.

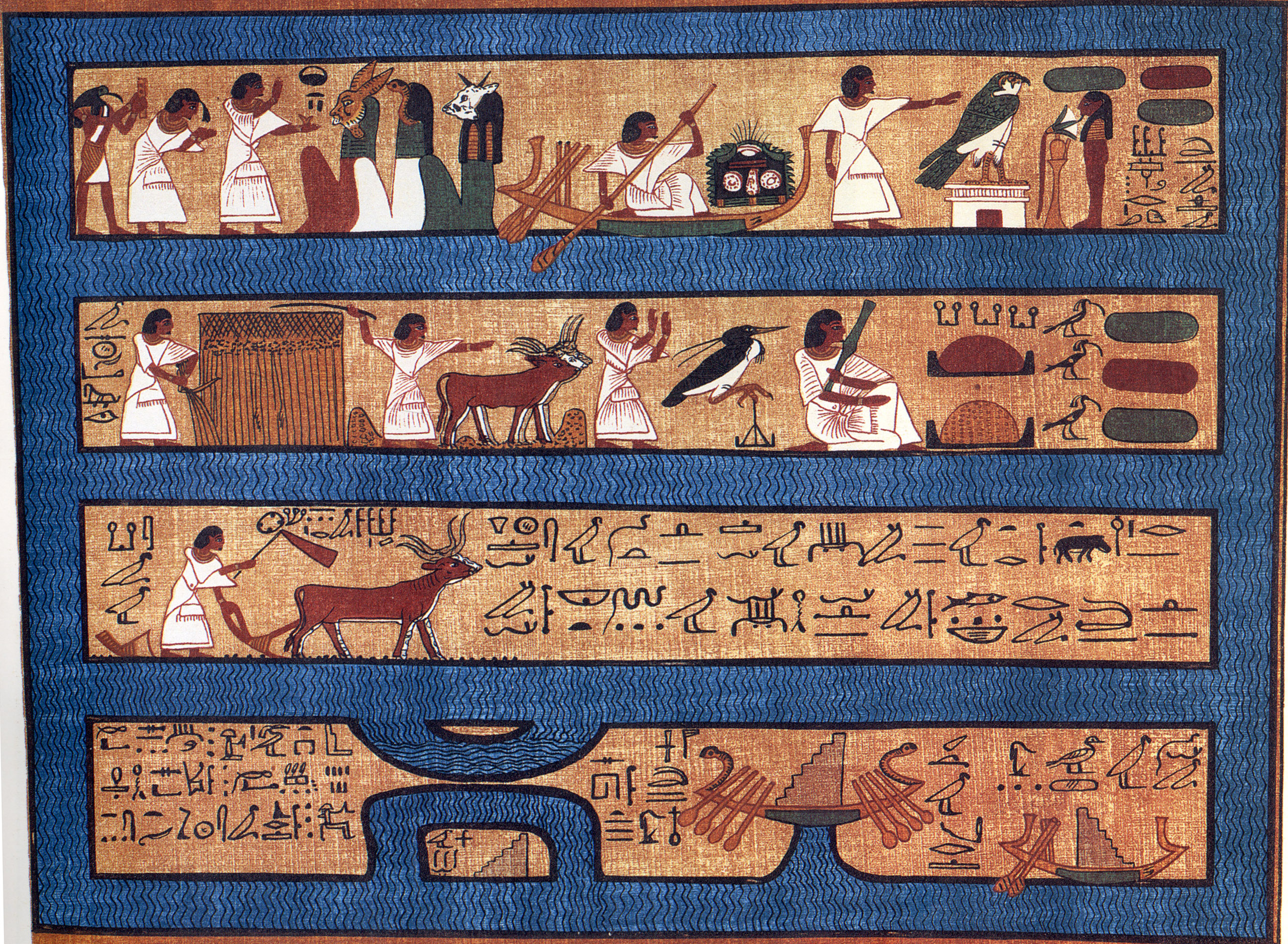
Зображення «Поля очерету» в папірусі Ані, що зараз зберігається в Британському музеї.

Іалу зазвичай розміщували на сході, де сходить Сонце, і описували його як безкрайні очеретяні поля, подібні до тих, що знаходяться в дельті Нілу. Отже, ці ідеальні мисливські та сільськогосподарські угіддя дозволяли кваліфікованим душам жити вічно; точніше, Аару уявляли як низку островів, вкритих очеретяними полями. Частину, де пізніше оселився Осіріс, іноді називають «полем жертвоприношень» (sḫt-ḥtpt).

## Резидентні божества
Іалу також був резиденцією для різних божеств, яким поклонялися померлі. Таким чином, померлі вічно живуть у присутності та серед богів, якими править бог-резидент Осіріс. В результаті померлі їли та пили ті ж делікатеси, що й їхні боги.

### Божества двадцяти одного таємного порталу оселі Осіріса в очеретяному полі

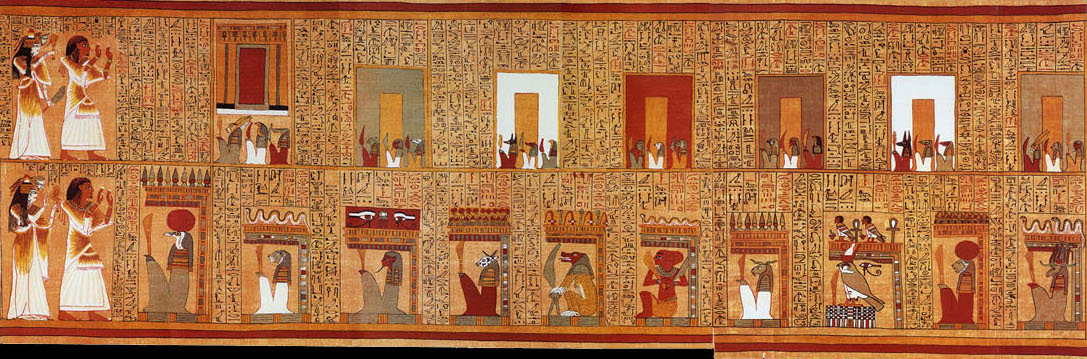
Два «закляття воріт». На верхньому рівні Ані та його дружина стоять перед «сімома воротами Дому Осіріса». Внизу вони зустрічають десять із 21 «таємничих порталів Дому Осіріса в Полі Очерету». Усі вони охороняються неприємними захисниками.

| Портал | Ім'я Порталу як Богині                                               | Бог-охоронець                   |
| ------ | -------------------------------------------------------------------- | ------------------------------- |
| 1      | "Володарка Тремтіння"                                                | "Жахливий"                      |
| 2      | "Володарка Неба"                                                     | "Народжений із задніх кінцівок" |
| 3      | "Володарка Вівтаря"                                                  | "Очисник"                       |
| 4      | "Могутня Ножів"                                                      | "Довгорогий бик"                |
| 5      | "Вогняна"                                                            | "Вбивця супротивників"          |
| 6      | "Володарка Темряви"                                                  | "Руйнівник"                     |
| 7      | "Покривало Втомленого (Осіріса)"                                     | "Ікенті"                        |
| 8      | "Запальник Полум'я – Гаситель Спека"                                 | "Захисник свого тіла"           |
| 9      | "Переважний"                                                         | "Птахоловець"                   |
| 10     | "Пронизливий Голос" або "Високий Подвійних Дверей"                   | "Великий обіймач"               |
| 11     | "Невпинний У Різанні – Пальник Бунтівників"                          | "Кухар своїх жаровень"          |
| 12     | "Закликана Своїми Двома Землями"                                     | "Кіт"                           |
| 13     | "Та, Над Якою Осіріс (або: Ісіда, Еннеада) Простирає Свої Руки"      | "Руйнівник розбійника"          |
| 14     | "Володарка Гніву – Танцює На Крові"                                  | "Вискрець"                      |
| 15     | "Велика Доблесті"                                                    | "Пильний обличчя"               |
| 16     | "Страх"                                                              | "Розумний у поклоні"            |
| 17     | "Велика На Горизонті"                                                | "Дух"                           |
| 18     | "Любителька Спека"                                                   | "Помазаник"                     |
| 19     | "Та, Що Пророкує Ранки Протягом Свого Життя – Володарка Писань Тота" | безіменний                      |
| 20     | "Мешканка В Печері Свого Господа"                                    | безіменний                      |
| 21     | "Точниця Кременя, Щоб Говорити" Для неї"                             | "Жираф" ("Мемі")                |

## У популярній культурі
- Іалу з'являється в епізоді «Asylum» серіалу Disney+ «Місячний лицар» (2022), де Таверет зважує серця Марка Спектора та його альтер Стівена Гранта на Терезах Правосуддя, щоб визначити, чи дозволять їм увійти на Поле Очерету, куди Марку вдається дістатися.
- В Assassin's Creed Origins Іалу є небесним аспектом гри.